# 魯達河
43°37′42″N 16°43′57″E / 43.6283°N 16.7325°E
魯達河是克羅地亞的河流，位於該國南部達爾馬提亞地區，屬於采蒂納河的左支流，奧爾洛瓦茨水電站將用於發電的水排放到該河。